# Саба (присілок)
Саба (рос. Саба) — присілок у Лузькому районі Ленінградської області Російської Федерації.
Населення становить 482 особи. Належить до муніципального утворення Осьминське сільське поселення.

## Історія
Згідно із законом від 28 вересня 2004 року № 65-оз належить до муніципального утворення Осьминське сільське поселення.

## Населення
| 1965 | 1997 | 2007 | 2010 |
| ---- | ---- | ---- | ---- |
| 168  | ↗523 | ↘467 | ↗482 |